# Saracen
Saracen est un groupe de rock britannique, originaire de Matlock, Derbyshire, East Midlands, en Angleterre. Il est formé au milieu des années 1970 et se sépare en 1985. Le groupe se reforme en 2000 et publie un premier album en 2003, intitulé Red Sky.

## Biographie

### Première phase (1975–1985)
Au milieu des années 1970, deux amis, Richard Lowe (claviers) et Robert Bendelow (guitares), forment avec le bassiste Barry Yates, leur premier groupe, Lammergier. Après avoir joué et tourné avec plusieurs chanteurs et batteurs différents, le groupe se stabilise en 1980 avec l'arrivée de Steve Bettney au chant et John Thorne aux percussions.
En janvier 1981, Lammergier devient alors Saracen. Pendant l'été de la même année est enregistré leur premier album Heroes, Saints and Fools, qui parut en octobre. Initialement enregistré pour le label indépendant Nucleus Records, le groupe ne tarde pas à signer avec Polygram. Une tournée anglaise suivie la sortie de l'album. Malheureusement, la maladie force Barry Yates à quitter le groupe, il est remplacé par Jason Gardner.
Après la sortie de leur second single, We Have Arrived, Robert Bendelow quitte le groupe et à la fin de l'année 1983, Saracen signe avec le label Neat Records. En 1984, le groupe enregistre son deuxième album, Change of Heart avec le guitariste Haydn Conway. Malgré un changement de style musical, Le groupe tourne régulièrement avant de se séparer en 1985.

### Retour (depuis 2000)
En 2000, Robert Bendelow enregistre l'album Come to the Light sous le nom de son projet Templar. De nombreux ex-Saracen participent à l'album, ce qui entraine la reformation du groupe. En 2003 sort le troisième album de Saracen, intitulé Red Sky. Il s'agit principalement d'anciens titres retravaillés ainsi que de nouveaux titres composés depuis la réunion du groupe. Cet album est dédié à la mémoire de Barry Yates, leur premier bassiste qui décède en 1992 à la suite de la maladie qui l'obligera à quitter le groupe en 1982. Cette année-là, Saracen participe au Bloodstock Festival qui se déroule à Derby, peu après Richard Lowe quitte le groupe, il est remplacé par Paul Bradder.
En 2006 parait le nouvel album, Vox in Excelso, dernier enregistrement du groupe à cette période. Il est suivi de Marilyn en 2011, lui-même suivi de l'album Redemption en 2014,, les deux publiés chez Escape Music.

## Style musical
Le groupe fait partie de la new wave of British heavy metal, et s'inspire de groupes de heavy metal classiques dans la lignée de Iron Maiden et Saxon, mais aussi de groupes comme Warlord et Magnum.

## Membres

### Membres actuels
- Steve Bettney - chant
- Robert Bendelow - guitares
- Richard Bendelow - basse (depuis 2002)
- Paul Bradder - claviers (depuis 2003)
- Mark Cross - batterie, percussions (depuis 2006)

### Anciens membres
- Barry Yates - basse, chœurs (1975-1982)
- John Thorne - batterie, percussions (1980-1983)
- Richard Lowe - claviers (1975-2003)
- Jason Gardner - basse (1982-1985)
- Haydn Conway - guitares (1984-1985)
- Jamie Little - batterie, percussions (2002-2003)

## Discographie
- 1981 : Heroes, Saints and Fools (Nucleus Records)
- 1984 : Change of Heart (Neat Records)
- 2003 : Red Sky (Now and Then Records)
- 2006 : Vox in Excelso (Neat Records)
- 2006 : Red Sky - Heroes, Saints and Fools (compilation) (Now and Then Records)
- 2011 : Marilyn (Escape Music)
- 2014 : Redemption (Escape Music)